# Drakståndssläktet
Drakståndssläktet (Farfugium) är ett släkte med två  arter i växtfamiljen korgblommiga växter som är vildväxande i Kina och Japan. Släktet är närstående arterna i klippståndssläktet (Ligularia) och Farfugium-arterna förs ofta till detta. 
En art, drakstånds (F. japonicum), odlas som trädgårdsväxt i Sverige.